# Лока при Жусму
Лока при Жусму (словен. Loka pri Žusmu) је насељено место у општини Шентјур, Савињска регија, Словенија.

## Историја
До територијалне реорганизације у Словенији била је у саставу старе општине Шентјур при Цељу.

## Становништво
У попису становништва из 2011. године, Лока при Жусму је имала 407 становника.
| Број становника према пописима | Број становника према пописима | Број становника према пописима |
| ------------------------------ | ------------------------------ | ------------------------------ |
| 1991                           | 2002                           | 2011                           |
| 431                            | 408                            | 407                            |

Напомена: Године 1953. повећано за насеље Ослешица, које је укинуто.